# Villargordo del Cabriel

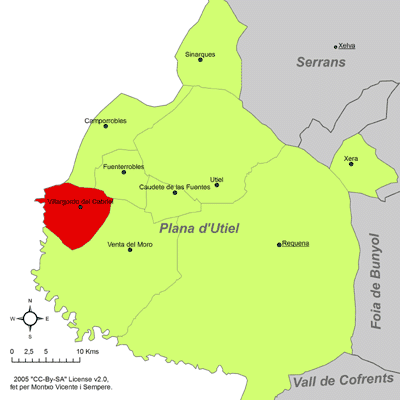
Położenie gminy na mapie comarki Plana d'Utiel

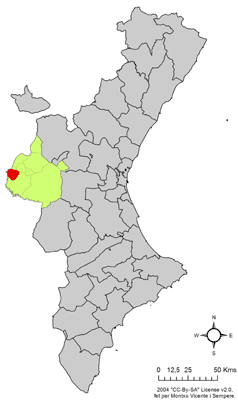
Położenie gminy na mapie Walencji

Flaga gminy

Villargordo del Cabriol (hiszp. Villargordo del Cabriel) – gmina w Hiszpanii, we wspólnocie autonomicznej Walencja, w prowincji Walencja, w comarce Plana de Utiel-Requena.
Powierzchnia gminy wynosi 71,6 km². Zgodnie z danymi INE, w 2005 roku liczba ludności wynosiła 699, a gęstość zaludnienia 9,76 osoby/km². Wysokość bezwzględna gminy równa jest 850 metrów. Współrzędne geograficzne gminy to 39°22'N, 1°26'E. Numer kierunkowy to +34, tablice rejestracyjne rozpoczynają się od litery V, a kod pocztowy do gminy to 46317.
Obecnym burmistrzem gminy jest Lorenzo Guaita Albalata z PSPV-PSOE. 16 sierpnia w gminie odbywają się regionalne fiesty.

## Demografia
| 1990 | 1992 | 1994 | 1996 | 1998 | 2000 | 2002 | 2004 | 2005 |
| ---- | ---- | ---- | ---- | ---- | ---- | ---- | ---- | ---- |
| 852  | 803  | 770  | 739  | 694  | 719  | 702  | 719  | 699  |